# 김민규 (1998년)
김민규(한국 한자: 金旻奎, 1998년 4월 1일 ~ )는 대한민국의 축구 선수이자, 수비수로 현 K리그2의 서울 이랜드 FC에서 활약하고 있다.